# Велішоара (Клуж)

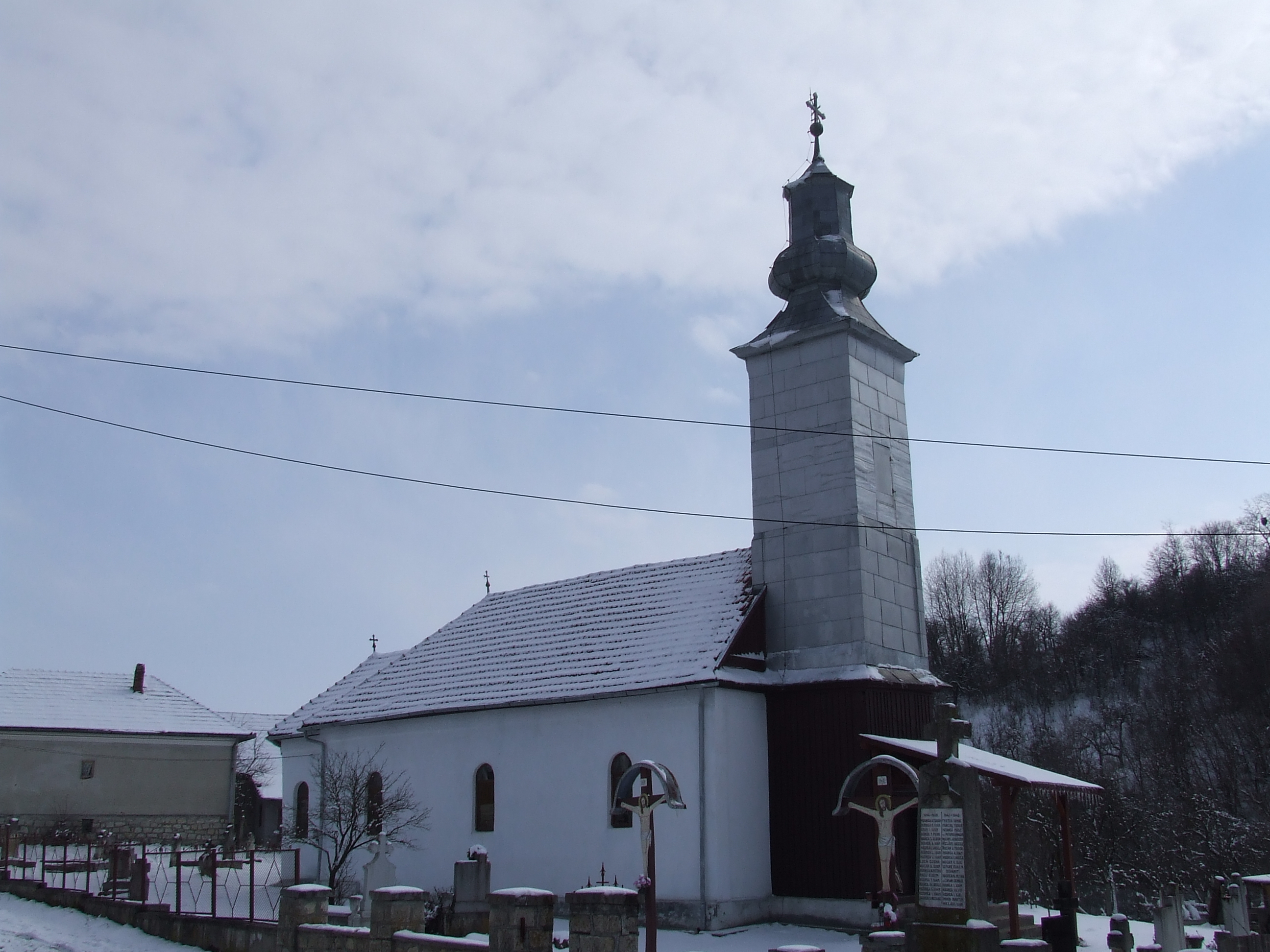

Велішоара (рум. Vălișoara) — село у повіті Клуж в Румунії. Входить до складу комуни Севедісла.
Село розташоване на відстані 320 км на північний захід від Бухареста, 14 км на південний захід від Клуж-Напоки.

## Населення
За даними перепису населення 2002 року у селі проживали 112 осіб, з них 110 осіб (98,2%) румунів. Рідною мовою 110 осіб (98,2%) назвали румунську.